# Al-Dżabirijja (Hims)
Al-Dżabirijja (arab. الجابرية) – miejscowość w Syrii, w muhafazie Hims. W 2004 roku liczyła 3609 mieszkańców.